# The Affairs of Anatol
The Affairs of Anatol és una pel·lícula muda dirigida per Cecil B. DeMille i en la qual intervenen quatre estrelles dels anys 20: Gloria Swanson, Bebe Daniels, Wanda Hawley i Agnes Ayres. Es tracta de la darrera d'una sèrie de brillants comèdies socials que el director va rodar amb Gloria Swanson. El guió de la pel·lícula, de Jeanie MacPherson, està basat en l'obra de teatre “Anatol” d'Arthur Schnitzler. Es va estrenar el 25 de setembre del 1921.

## Argument
Com diuen els títols inicials, aquesta és la història d'un jove romàntic, Anatol, que té una gran afecció per salvar noies de situacions compromeses, reals o imaginàries. Ara bé, Vivian, la seva esposa, no està tan interessada en que salvi les esposes dels altres, per molt sinceres i altruistes que siguin les seves intencions.
La història comença quan la parella surt una nit a sopar a un cabaret amb Max, l'amic de l'Anatol que desitja la seva dona. Allà Anatol es retroba amb Emilie, una antiga companya d'escola de qui havia estat enamorat. Emilie està acompanyada per Bronson, un productor teatral ric i vell i al que agraden les jovenetes i que la reté al seu costat a base de regals. Malgrat les reticències de Vivian, Anatol va a saludar-la i quan la treu a ballar ella li explica que és amb el productor teatral per poder tenir una feina, joies i un menjar calent. Anatol intenta persuadir-la de que l'abandoni i intenta involucrar la seva dona en això demanant-li que l'acullin a casa seva. Ella, gelosa, abandona el cabaret amb Max. Anatol intenta redreçar la vida de la noia, li lloga un apartament i fa que prengui classes de música però és inútil. A més continua rebent joies de Bronson. Anatol pretén que per a començar una nova vida ha de llençar totes aquestes joies al riu. Emilie, incapaç de fer-ho, enganya Anatol amagant les joies i llençant les capses buides. En tornar, ella pretén que a canvi d'això Anatol es divorcïi la seva dona i el vol seduir. Davant la seva negativa, quan ell marxa Emilie truca el productor per organitzar un sopar. El dia del sopar, Anatol, després que la seva dona hagi observat com el petit retrat que portava d'ella està tot ratllat, torna al pis d'Emilie pensant aclarir les coses amb ella i es troba aquesta lluint les joies i flirtejant amb el productor. Enrabiat destrossa el pis que havia preparat a la noia. En arribar a casa seva, es troba la seva dona dolguda i ell li demana perdó i li diu que si mai més veu que intenta salvar una dona desvalguda que ella el salvi a ell.
Per evitar més temptacions, Vivian decideix que a partir d'aleshores, en comptes de sortir a sopar fora convidarà gent a prendre el te a mitja tarda. Vivian reserva una sorpresa als convidats: assisteix a la vetllada el famós hipnotitzador Mr. Nazzer Singh. Davant de la negativa de tothom a acceptar ser hipnotitzat, Singh fa caure sota el seu poder Vivian i li fa creure que davant seu té un petit estany on hi pot nedar. La dona es treu les sabates i les mitges davant de tothom abans que el seu marit s'adoni del què està passant i la rescati. Després d'això decideixen fer un viatge al camp per tal de desconnectar de la societat.
Allà on van, Abner Elliott, tresorer de l'església de la seva comunitat, descobreix que la seva dona Annie ha agafat els diners que tenia a càrrec per comprar-se un vestit. El marit la repudia i ella, desesperada, decideix suïcidar-se llençant-se al riu. En aquell moment, Vivian i Anatol estan navegant en una barqueta i en veure-la ofegar-se aconsegueixen salvar la noia que ha perdut el sentit. Després dels primers intents de reanimació, en un moment que la parella no es troba present, Annie Elliott obre els ulls i s'arregla el cabell, cosa que és captada per Vivian. Tot i això, el marit no fa cas de l'avís de la dona i l'envia a buscar un metge mentre ell vol continuar reanimant-la. Annie roba el cartera a Anatol i quan Vivian retorna amb el metge veu com Annie l'està besant per dissimular-ho. Vivian marxa a casa amb el cotxe deixant-li una nota de retret. Annie es reconcilia amb el seu marit.

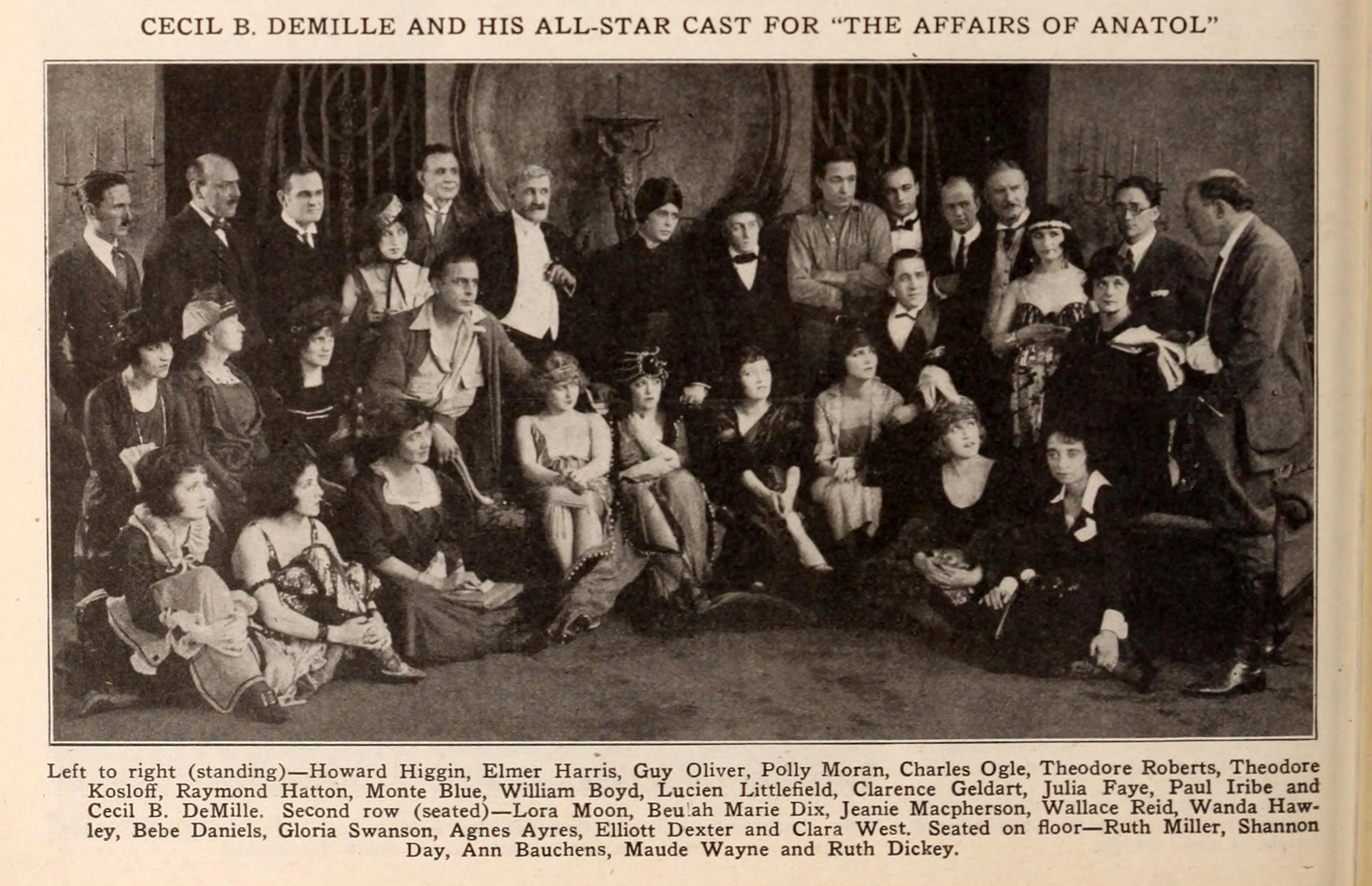
Càsting complert de la pel·lícula

En arribar Anatol a casa la seva dona es nega a parlar amb ell. En aquest punt, enrabiat, decideix viure una nit de disbauxa i ella també. Anatol visita als camerinos d'una artista de varietats, Satan Synne, considerada la major devora-homes de Nova York. Satan Synne és en realitat és l'esposa enamorada d'un soldat que va ser ferit per la metralla a la Primera Guerra Mundial i que necessita urgentment 3.000 dòlars per a que el metge el pugui operar i així salvar la vida. Ella porta Anatol al seu pis i allà obté els diners després que ell sàpiga la veritat. Anatol, repugnat pel que anava a fer, torna a casa per fer les paus amb Vivian. En arribar-hi descobreix que Vivian encara és fora i no arriba fins al matí, acompanyada de Max. El marit, gelós, tastant la seva pròpia medecina, no creu que ella sigui innocent tot i les assegurances de l'amic. En aquell moment els visita Singh l'hipnotitzador. Anatol li demana que hipnotitzi la seva dona per a poder saber si l'ha estat infidel. Un cop hipnotitzada Max li fa veure que si li pregunta això mai el perdonarà. Anatol es convenç d'això i la desperta per demanar-li perdó.

## Repartiment
- Wallace Reid (Anatol de Witt Spencer)
- Gloria Swanson (Vivian, la seva esposa)
- Elliott Dexter (Max Runyon)
- Wanda Hawley (Emilie Dixon)
- Agnes Ayres (Annie Elliott)
- Monte Blue (Abner Elliott)
- Bebe Daniels (Satan Synne)
- Theodore Roberts (Gordon Bronson)
- Theodore Kosloff (Mr. Nazzer Singh)
- Polly Moran (directora d'orquestra)
- Raymond Hatton (Hoffmeier)[1]
- Julia Faye (Tibra)
- Charles Ogle (doctor Bowles)
- Winter Hall (doctor Johnson)
- Guy Oliver (majordom dels Spencer)
- Ruth Miller (criada dels Spencer)
- Lucien Littlefield (ajudant de càmera dels Spencer)
- Zelma Maja (infermera)
- Shannon Day (corista)
- Elinor Glyn (jugadora de bridge)
- Lady Parker (jugadora de bridge)
- William Boyd (convidat)
- Maud Wayne (convidada)
- Fred Huntley (manager del teatre de varietats)
- Alma Bennett (corista)

## Producció
La Famous Players-Lasky (futura Paramount) va pagar 10.000 euros a Schnitzler pels drets de l'obra. Més tard, el novembre de 1920 l'estudi declarava que havia establert una nova companyia que produiria pel·lícules en les quals apareixerien totes les estrelles de la Paramount. Això tenia com a objectiu promoure totes les seves estrelles a un status de “superestrelles", i acomodar els nombrosos papers femenins necessaris per “The Affairs of Anatol”, que es convertiria en el tret inaugural de la nova companyia. La pel·lícula tenir un cost d'uns 176.500 dòlars i va ingressar 1.192.000 dòlars aproximadament.